# Wa flygplats

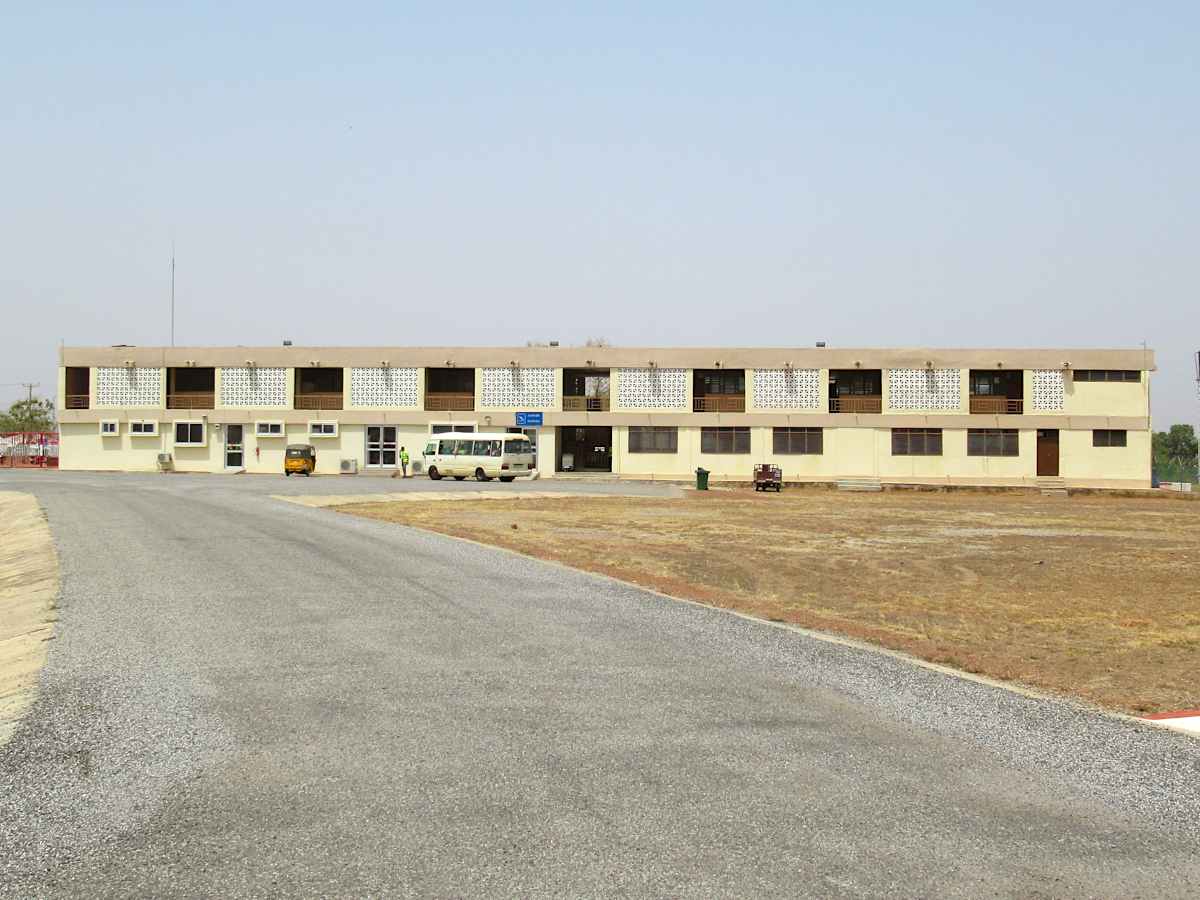
Terminalen.

Wa flygplats är en civil flygplats i nordvästra Ghana som servar staden Wa. Landningsbanan är 2 000 x 45 meter lång och bred och består av hårt underlag. ICAO-koden är DGLW. Landningsbanan går i riktningarna 02 och 20.